# دینو دا کوستا
دینو دا کوستا (به ایتالیایی: Dino da Costa) بازیکن فوتبال در پست مهاجم اهل ایتالیا است.

## تیم ملی
وی از سال ۱۹۵۸ میلادی عضو تیم ملی فوتبال ایتالیا بوده و در ۱ بازی ملی حضور داشته‌است. او در بازی‌های ملی‌اش ۱ گل به ثمر رساند.
دینو دا کوستا آخرین بازی ملی خود را در سال ۱۹۵۸ میلادی انجام داد.